# Jules Breynat
Pour les articles homonymes, voir Breynat.
Jules Breynat, dit Breynat de Saint-Véran, né à Grenoble le 11 février 1821 et mort à Charmeil le 27 octobre 1910, est un préfet, journaliste et écrivain français.

## Biographie
Jules Antoine Breynat est le fils de François Xavier Breynat, avoué, et de Marie Sophie Godard. Comme son père, il opte pour la carrière du droit. Il étudie à Paris, obtient un doctorat et s’inscrit comme avocat à Grenoble. Il quitte la ville en 1848, et s’installe à Paris, où il publie dans différents journaux.
Après avoir contribué avec Auguste Romieu à la création du journal Le Napoléon, en janvier 1850, il accompagne Romieu dans une mission dans les provinces de l'Est, en 1850, à la suite de l'arrivée de nombreux exilés politiques allemands. Sous le Second Empire, il mène une carrière de sous-préfet à Ussel (1850), Château-Chinon (1852), Mamers (1861) et Autun (1864). En 1870, il contribue à la répression de deux grèves des ouvriers du Creusot et, lors de la seconde, fait procéder à l'arrestation de l'un des meneurs du mouvement, Adolphe Assi, futur communard. Sous la Troisième République, il est préfet du Lot en 1873, puis de la Haute-Savoie (1875). Il termine sa carrière comme receveur des contributions à Lyon.
Il publie sous son nom, ou sous le pseudonyme de Saint-Véran, de nombreux romans et comédies : Une ci-devant déesse de la liberté, Le crime des Airelles, Le portefeuille d’un vieil avocat, La déesse raison, L’article 212, L’amour obligatoire, La conspiration des poudres...
Il est chevalier de la Légion d'honneur (12 août 1853).